# Pallacanestro Cantù 1990-1991
Questa voce raccoglie le informazioni riguardanti la Pallacanestro Cantù nelle competizioni ufficiali della stagione 1990-1991.

## Stagione
La stagione 1990-1991 della Pallacanestro Cantù sponsorizzata Shampoo Clear, è la 36ª nel massimo campionato italiano di pallacanestro, la Serie A1.
A fine della stagione 1989-1990 Carlo Recalcati salutò di nuovo il pubblico canturino, dopo sei stagioni sulla panchina di Cantù. Il suo posto venne preso dal suo assistente Fabrizio Frates.
In campionato le cose andarono per il meglio con i canturini che riuscirono a chiudere l'andata del campionato al secondo posto e in Coppa Korać ci furono le vittorie esterne sul Panathinaikos, Castors Bruxelles e Real Madrid. Purtroppo l'11 gennaio arrivò la triste notizia della morte di Denis Innocentin, cresciuto nel college canturino. Successivamente con la vittoria nel doppio confronto sul Cibona Zagabria, la Pallacanestro Cantù conquistò le semifinali di Coppa contro i francesi del FC Mulhouse che sconfissero sia in trasferta che al Pianella. Così Cantù si apprestò a giocare la sua dodicesima finale europea nell'arco di diciotto anni contro il Real Madrid, vincitore di dieci coppe europee, una solamente in più dei canturini. All'andata Cantù vinse di due a Madrid mentre mercoledì 27 marzo la Pallacanestro Cantù, in un Pianella caldissimo, vinse per 95-93 la finale di Coppa Korać, dopo essere stato anche sotto di diciotto punti e dopo un tempo supplementare, contro il Real Madrid e Pierluigi Marzorati alzò al cielo il decimo trofeo continentale, rendo così Cantù la Regina d'Europa. La stagione regolare, invece, vide i biancobù chiudere in sesta posizione così affrontarono la Glaxo Verona negli ottavi dei playoff e poi ai quarti vennero sconfitti dalla Knorr Bologna.

## Roster
|    | Naz.                   | Ruolo | Sportivo             |  |  |  | Note |
| -- | ---------------------- | ----- | -------------------- |  |  |  | ---- |
| 7  | Italia (bandiera)      | A     | Alessandro Zorzolo   |  |  |  |      |
| 8  | Italia (bandiera)      | AG    | Beppe Bosa           |  |  |  |      |
| 9  | Italia (bandiera)      | P     | Alberto Rossini      |  |  |  |      |
| 10 | Italia (bandiera)      | G     | Andrea Gianolla      |  |  |  |      |
| 11 | Stati Uniti (bandiera) | C     | Roosevelt Bouie      |  |  |  |      |
| 13 | Italia (bandiera)      | AC    | Davide Pessina       |  |  |  |      |
| 14 | Italia (bandiera)      | P     | Pier Luigi Marzorati |  |  |  |      |
| 15 | Italia (bandiera)      | C     | Angelo Gilardi       |  |  |  |      |
| 16 | Italia (bandiera)      | AG    | Silvano Dal Seno     |  |  |  |      |
| 18 | Stati Uniti (bandiera) | G     | Pace Mannion         |  |  |  |      |
| -  | Italia (bandiera)      | C     | Fabio Gatti          |  |  |  |      |
| -  | Italia (bandiera)      | C     | Omar Tagliabue       |  |  |  |      |
| -  | Italia (bandiera)      |       | Fabio Tonini         |  |  |  |      |
|    | Italia (bandiera)      | ALL   | Fabrizio Frates      |  |  |  |      |

## Mercato
| Acquisti | Acquisti         | Acquisti       | Acquisti   |
| R.       | Nome             | da             | Modalità   |
| -------- | ---------------- | -------------- | ---------- |
| AG       | Silvano Dal Seno | Pall. Reggiana | definitivo |
| ALL      | Bruno Arrigoni   | Petrarca       | definitivo |

| Cessioni | Cessioni          | Cessioni          | Cessioni       |
| R.       | Nome              | a                 | Modalità       |
| -------- | ----------------- | ----------------- | -------------- |
| ALL      | Carlo Recalcati   | Viola R. Calabria | fine contratto |
| A        | Enrico Milesi     | Aresium           | fine contratto |
| AC       | Tullio De Piccoli | Virtus Roma       | fine contratto |

## Risultati
| Coppa Korać 1990-1991        |
| ---------------------------- |
| Shampoo Clear Cantù4º titolo |